# الأطراف (حبيش)

تعديل مصدري - تعديل

الأطراف هي إحدى قرى عزلة وادي المعقاب بمديرية حبيش التابعة لمحافظة إب، بلغ تعداد سكانها 180 نسمة حسب تعداد اليمن لعام 2004.